# Cai Yong

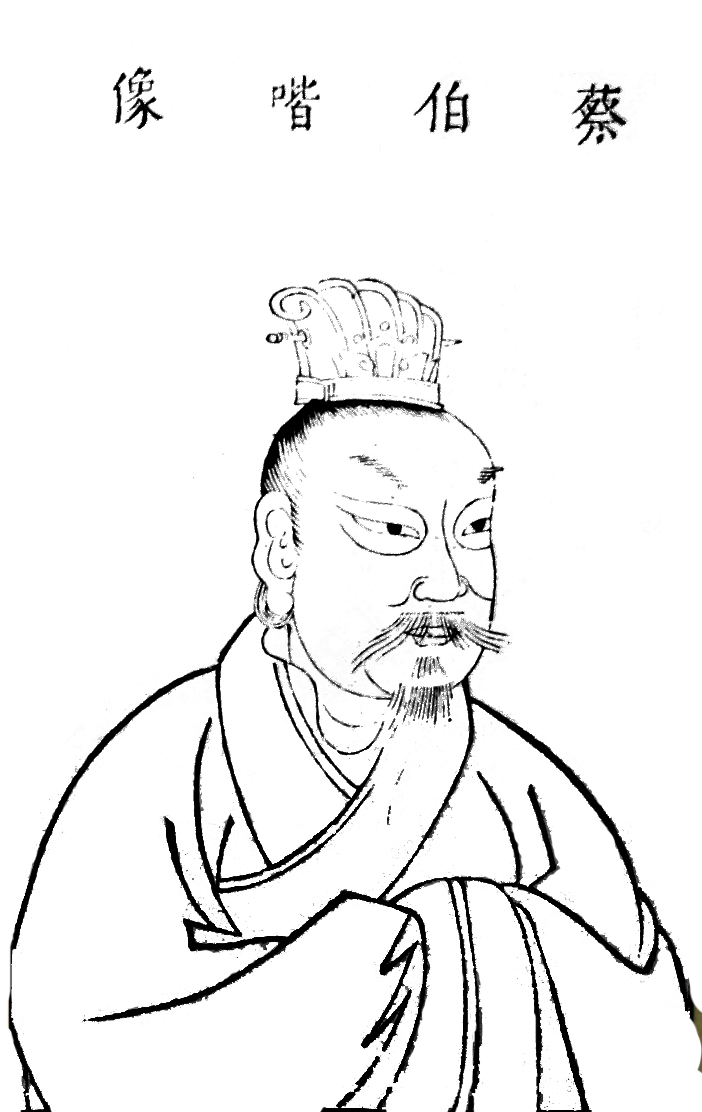
Cai yong

Cai Yong (Chinees: 蔡邕; Pinyin: Cài yōng, 132–192), omgangsnaam Bojie, was een hoogwaardigheidsbekleder en geleerde van de Oostelijke Han-dynastie. Hij  was bedreven in kalligrafie, muziek, wiskunde en astronomie. Een van zijn dochters, Cai Yan  was ook een bekende dichter en muzikant. 

## Eerste jaren
Toen zijn vader stierf zorgde hij nog drie jaar voor zijn zieke moeder tot ook zij overleed. Hij getrooste zich grote moeite voor haar tombe. Daarna ging hij studeren. Hij verdiepte zich in compositie, wiskunde, astronomie en muziek waaronder “pitch-pipes”, wat nu lijkt op een steminstrument, bij Hu Guang (胡廣), een van de hoogste hoogwaardigheidsbekleders in het keizerlijk hof van de Han.

## Dienst onder keizer Ling
Vroeg in de jaren zestig van de 1e eeuw werd hij door senior eunuchs aanbevolen bij keizer Huan Di (146–168) voor zijn vaardigheid met drums en met guqin. Op weg naar de hoofdstad deed hij alsof hij ziek was en keerde terug naar huis om in afzondering te studeren. Tien jaar later werkte hij wel in de hoofdstad en aan het hof. Cai Yong was bekend om zijn literaire vaardigheden. Hij werkte in de bibliotheek, schreef lofredes en herinneringen.
In 175 waren partijen bezig de Confuciaanse klassieken aan te passen aan hun mening. Uit angst hiervoor schreven Cai Yong een petitie om de Vijf Klassieken in steen te graveren. Keizer Ling Di (regerend van 168 tot 189) keurde dat goed. Het resultaat was de Xiping stenen klassieken 熹平石經). Dat werd gecompleteerd in 183, waarmee een canon voor toekomstige generaties van geleerden werd neergezet.
In zijn politieke loopbaan was hij een voorstander van het weer uitvoeren van ceremoniële praktijken. In de winter van 177 kreeg hij door zijn memoranda de keizer zover mee te doen aan een ritueel. Hij bekritiseerde vaak de invloed van eunuchen op de politiek. Maar die aanvallen waren niet zo succesvol.
In de herfst van 178 werd de geleerden advies gevraagd over recente slechte voortekens. Cai Yong antwoordde met kritiek op de voornemens van de eunuchs. Maar deze waren hierdoor gewaarschuwd en beschuldigden Cai Yong en zijn oom Cai Zhi van chantage. Ze werden in de gevangenis geworpen en ter dood veroordeeld, maar de straf werd herzien tot verbanning naar de noordelijke regio’s. Negen maanden later liet hij het hof weten dat zijn werk aan de dynastieke historie en de klassieken risico liepen door vijandelijke aanvallen. Hij werd toegestaan terug te keren naar de hoofdstad. Maar hij beledigde een broer of zus van een invloedrijke eunuch, tijdens het afscheidsbanket voor zijn terugkeer. Dit zou zijn positie in de hoofdstad riskant maken, waarom hij naar het zuiden vluchtte. Daar bleef hij 12 jaar.  

## Dienst onder keizer Dong Zhuo
Toen de oorlogsheer Dong Zhuo de macht greep in 189 sommeerde hij Cai Yong terug naar de hoofdstad Luoyang. Eerst weigerde Cai Yong, maar Dong Zhuo zette zijn bevel kracht bij met de dreiging “Ik kan hele clans uitroeien”. Cai Yong had geen keus dan te gehoorzamen. Onder Dong Zhuo werd zijn werk het herzien van rituelen voor zijn nieuwe regering. Ondanks Dong Zhuo’s bewondering van Cai Yong als geleerde en muzikant, maakte Cai Yong zich zorgen over Dong Zhuo’s karakter en overwoog terug te keren, maar werd overgehaald met het argument dat hij te bekend was om te ontsnappen.  
In 192 werd Dong Zhuo gedood. Cai Yong werd in de gevangenis geworpen en kreeg de doodstraf omdat hij klaarblijkelijk verdriet had getoond over Dong Zhuo’s dood. Hoogwaardigheidsbekleders pleitten er bij Wang Yun voor dat hij eerst zijn werk over de geschiedenis van Han kon afmaken, maar Wang Yun wees dat af met de woorden:
“In vroeger tijden faalde keizer Wu om Sima Qian om te brengen. Hij was zo in staat een boek vol kwaadsprekerij te schrijven dat steeds werd doorgegeven. Vooral in deze tijd, nu de macht van de keizer in verval lijkt en er strijdrossen in de buitenwijken zijn, kunnen we niet toestaan dat een verraderlijke  minister zich teweerstelt tegen de dienaren van een jonge keizer. Er is geen voordeel voor de keizer en het zal veroorzaken dat onze partij minachting en misbruik ondervindt.”
Er is gezegd dat Wang Yun op den duur zijn beslissing betreurde, maar dat Cai Yong al was gestorven in de gevangenis. Na zijn dood werden afbeeldingen opgehangen te zijner ere en werden lofredes voor hem geschreven. 

## Werken
Ten gevolge van de chaos in China gedurende tien jaar na zijn dood, raakte veel werk van hem verloren. Maar Cai Yong had het grootste deel van zijn bibliotheek zijn beschermeling Wang Can toevertrouwd. En het is door Wang Can zijn collectie dat Cai Yong’s werk kan worden teruggevonden in samenstellingen als het Boek van de Late Han. Enkele van zijn werken overleven nog. Onder zijn bijdragen zijn:
- De redactie van de Xiping stenen Klassieken
- De samenstelling van Dongguan Hanji (東觀漢記)
- Duduan (獨斷) over ceremonie
- Cai Yong bencao (蔡邕本草) over Farmacologie
- Nü Xun (女訓), advies voor vrouwen
- Qin Cao (琴操) over het spelen van de guqin
- Zhuan shi (篆勢) over de aspecten van traditionele zegelschrift

- Bibliothèque nationale de France: cb15115343j (data)
- CiNii: DA10314628
- Gemeinsame Normdatei: 132786591
- International Standard Name Identifier: 0000 0000 6312 3762
- Library of Congress Control Number: no89006115
- Bibliotheek van het Japanse parlement: 00747143
- Nationale bibliotheek van Australië: 36675297
- Nationale Bibliotheek van Israël: 987007314410705171
- Nederlandse Thesaurus van Auteursnamen: 177076577
- Système universitaire de documentation: 260280062
- Trove: 1386215
- Virtual International Authority File: 15069918
- WorldCat: E39PBJB4dXbfGthyPXcmVJjcT3